# Gulyás Dénes
Gulyás Dénes (Budapest, 1954. március 31. –) Kossuth- és Liszt Ferenc-díjas magyar operaénekes, érdemes és kiváló művész, a Halhatatlanok Társulatának örökös tagja. 2006–2014 között országgyűlési képviselő a Fidesz színeiben.

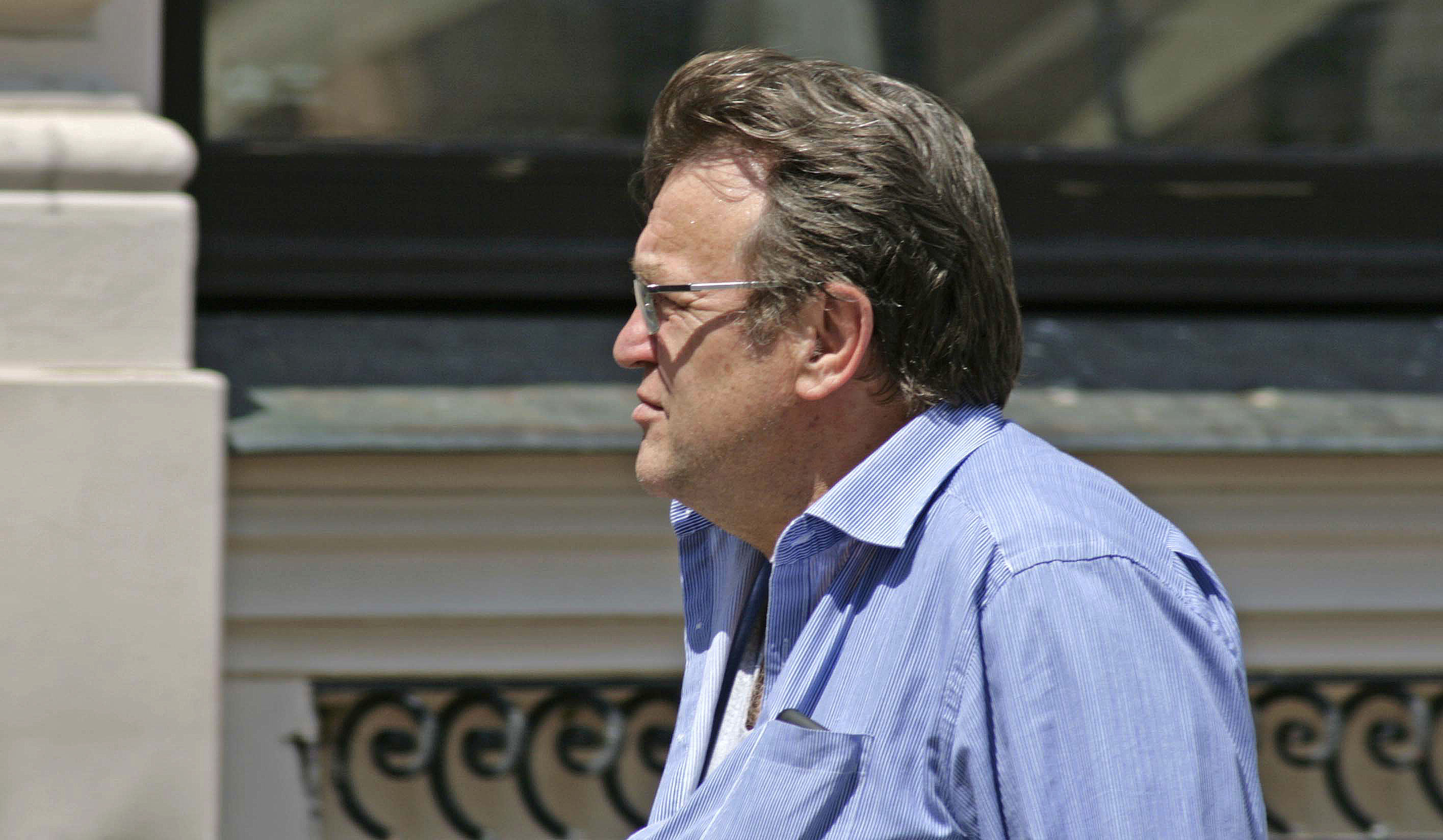
Gulyás Dénes a színházba siet – Pécs, 2015

## Élete
Lakatosipari szakmunkásképzőt végzett el. Tizenkilenc évesen bejutott a Zeneakadémiára, ahol 1978-ban operaénekesi és művésztanári diplomát szerzett.
1979-ben 2. díjat nyert a parmai Giovani Cantanti Lirici versenyen, valamint 1982-ben az első nemzetközi Luciano Pavarotti énekversenyen I. helyen végzett. Magánénekese volt a budapesti Operaháznak és a Szegedi Nemzeti Színháznak, vezette a győri Kisfaludy Színház operatársulatát és a budapesti Nemzeti Színház zenei tanácsadójaként életre hívta a refektóriumban a kamarakoncertek sorozatát. 1995 óta a Liszt Ferenc Zeneművészeti Egyetem ének tanszékén tanít. 14 évig, 2025-ig volt a Pécsi Nemzeti Színház operaigazgatója.
Nős, három gyereke van.

## A politikusi pálya
2003-ig nem volt párttag, viszont az akkori Fidesz belső átalakulását látva annak kongresszusválasztó ülésén belépett a pártba. 2004-ben a Pest megye 10. választókerület elnökévé léptették elő, itt a 2006-os választásokon egyéni mandátumot szerzett. 2006. március 30-ától az Országgyűlés Kulturális és Sajtóbizottságának tagja. A 2010-es választásokon megvédte egyéni mandátumát és az országgyűlésben is megmaradt bizottsági pozíciójában; 2014-ben viszont már nem indult a választáson.

## Díjai
- Liszt Ferenc-díj (1982)
- Érdemes művész (1985)
- Kiváló művész (2000)[2]
- Magyar Örökség díj (2014)[3]
- Kossuth-díj (2016)
- Prima díj (2019)[4]
- A Halhatatlanok Társulatának örökös tagja (2024)